# الخط 14 لمترو باريس
الخط 14 لمترو باريس (بالفرنسية: Ligne 14 du métro de Paris) هو الخط السادس عشر من مجموعة خطوط مترو باريس الستة عشر. يقع في باريس في فرنسا. افتتح في 1998. هو الخط الوحيد في الشبكة الذي كان أوتوماتيكيا بالكامل منذ افتتاحه، ويعتبر الوحيد مع الخط 1 اللذين يعملان أوتوماتيكيا وآليا بالكامل. يربط الخط بين محطة سان لازار ومحطة أولمبياد مرورا بمركز العاصمة باريس من الشمال الغربي إلى الجنوب الشرقي.

افتتح الخط في 15 أكتوبر 1998، وهو أحدث خط في شبكة مترو باريس. يعتبر كذلك الخط واجهة نجاح شركة RATP عبر فرعها سيسترا، ومصنع العربات والآلات المستعملة ألستوم، وأنظمة نقل سيمنز في العالم وذلك عند تلقي طلبات أوتوماتيكية عدة خطوط مترو في العالم. يعرف أيضا الخط تحت اسم مشروع ميتيور (أي Meteor وذلك اختصار MÉTro Est-Ouest Rapide) لأن الخط لازال يعمل فيه لتمديده ليصبح يربط بين سان دوني ومطار باريس أورلي.

## التاريخ

### التسلسل الزمني
- نوفمبر 1989 ء يونيو 1993: الأعمال التحضيرية للبناء (الآبار وكشف نفق).
- يوليو 1993: تدشين آلة حفر الأنفاق صاندرين، التي بدأت حفر النفق بين حي الباستيل وحي المادلان.
- 15 أكتوبر 1998: افتتاح الخط 14 بين محطة مادلان ومحطة مكتبة فرانسوا ميتيران.
- 16 ديسمبر 2003: أول تمديد من محطة مادلان إلى سان لازار.
- 26 يونيو 2007: ثاني تمديد من محطة مكتبة فرانسوا ميتيران إلى أولمبياد.

## التخطيط والمحطات

### قائمة المحطات
|  |   |  | المحطة                | الإحداثيات                                                   | البلدية              | الخطوط والشبكات المتصلة                                 |
|  | - |  | --------------------- | ------------------------------------------------------------ | -------------------- | ------------------------------------------------------- |
|  | o |  | سان لازار             | 48°52′32″N 2°19′34″E / 48.8755778691635°N 2.326185658552°E   | الدائرة 8            | TER نورماندي العليا أنتارسيتيه نورماندي                 |
|  | o |  | مادلان                | 48°52′12″N 2°19′31″E / 48.8700643517776°N 2.32516370025939°E | الدائرة 8            |                                                         |
|  | o |  | بيراميد               | 48°52′01″N 2°20′01″E / 48.8669463020695°N 2.33366506577888°E | الدائرة 1            |                                                         |
|  | o |  | شاتليه                | 48°51′31″N 2°20′50″E / 48.8585195224421°N 2.34711940104793°E | الدائرة 1, الدائرة 4 |                                                         |
|  | o |  | محطة غار دو ليون      | 48°50′41″N 2°22′27″E / 48.8447045450658°N 2.37406590751466°E | الدائرة 12           | تيلو TER بورغوني TGV TGV ليريا                          |
|  | o |  | برسي                  | 48°50′26″N 2°22′46″E / 48.8404280893475°N 2.37958296880394°E | الدائرة 12           | TER بورغوني أنتارسيتيه حوض جنوب باريس الكبرى أنتارسيتيه |
|  | • |  | كور سانت إيميليون     | 48°50′01″N 2°23′15″E / 48.8334843071503°N 2.38761298844824°E | الدائرة 12           |                                                         |
|  | o |  | مكتبة فرانسوا ميتيران | 48°49′47″N 2°22′34″E / 48.8296059726948°N 2.3760926116913°E  | الدائرة 13           | (في الخارج)                                             |
|  | • |  | أولمبياد              | 48°49′37″N 2°22′02″E / 48.8268582996999°N 2.36729701204889°E | الدائرة 13           |                                                         |

## السياحة
يسمح هذا الخط الأوتوماتيكي والآلي الجلوس في مقدمة العربة وبين المقاعد والخارج بلور الهيكل فقط، وهو ما يسمح برؤية الأنفاق.

بمناسبة الهالووين يقوم الخط 14 بفعاليات خاصة ويقوم بعدة رحلات ذهاب وإياب للأطفال على عربة خاصة مع الأضواء. الخط 14 هو الخط الوحيد الذي يبقى مفتوحا كامل الليل في احتفالية الليلة البيضاء.

يسمح الخط بالوصول لعدة أماكن سياحية وثقافية وذات حركية في العاصمة: 
- حي محطة باريس سان لازار.
- كنيسة المادلان.
- مسرح الأولمبيا.
- شارع الأوبرا.
- ليه هال باريس.
- حي برسي: وزارة الاقتصاد والمالية، بيرسي أرينا، منتزه برسي.
- مكتبة فرنسا الوطنية.
- أحياء باريس الآسيوية.

## مقالات ذات صلة
- تطوير محطات مترو باريس
- قائمة محطات مترو باريس
- النقل العام في إيل دو فرانس
- باريس

## روابط خارجية
- الموقع الرسمي للهيئة الذاتية للنقل في باريس.